# Wrocławski Teatr Komedia
Wrocławski Teatr Komedia – prywatny teatr we Wrocławiu, założony w 1997 roku przez Wojciecha Dąbrowskiego oraz Pawła Okońskiego.

## Historia
Wrocławski Teatr Komedia powstał jako rozwinięcie działalności Teatru Poniedziałkowego, założonego w 1997 roku przez Wojciecha Dąbrowskiego i Pawła Okońskiego, byłych aktorów Wrocławskiego Teatru Pantomimy i Teatru Polskiego we Wrocławiu. Pierwszym spektaklem przygotowanym przez Teatr Poniedziałkowy były „Kochane pieniążki” w reżyserii Wojciecha Pokory (premiera 20 listopada 1997).
Od stycznia 2005 roku Wrocławski Teatr Komedia ma swoją siedzibę w budynku Wrocławskiego Teatru Lalek.
Do tej pory Wrocławski Teatr Komedia zrealizował 26 premier. Między innymi: światową prapremierę „Przyjaznych Dusz” P. Valentine w reżyserii Wojciecha Dąbrowskiego oraz cieszącą się ogromnym zainteresowaniem publiczności pozycję w repertuarze „Kolacja dla głupca” Francis'a Veber'a w reżyserii Pawła Okońskiego.
Teatr  występował gościnnie na wielu polskich scenach, uczestniczył w festiwalach (między innymi w prestiżowych Komediach Lata organizowanych przez warszawski Teatr Na Woli). Na festiwalu w Grudziądzu zdobył Grand Prix za spektakl „Unia bez tajemnic” w reż. Marcina Sławińskiego.
Współpracuje z wybitnymi realizatorami, a w spektaklach występują znakomici aktorzy zatrudnieni w najlepszych polskich teatrach. Teatr w 20-letniej swojej historii bawiąc i wzruszając zdobył sympatię tysięcy widzów konsekwentnie realizując hasło „Śmiech to zdrowie”.
Twórcy Wrocławskiego Teatru Komedia: Wojciech Dąbrowski i Paweł Okoński zostali uhonorowani przez Prezydenta Wrocławia prestiżowym tytułem Merito de Wratislavia – Zasłużony dla Wrocławia.
W czerwcu 2016 Teatr zorganizował Festiwal Festiwali „Komedia Roku” zapraszając 6 najlepszych komedii w Polsce (przyjechali m.in. Teatr Syrena, Teatr Komedia z Warszawy oraz wystąpił Marcin Daniec).
W 2022 roku Teatr został odznaczony Złotą Odznaką Honorową Wrocławia.